# Kurt Cobain

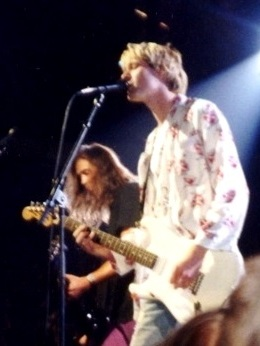
Cobain bei einem Auftritt mit Nirvana (MTV Video Music Awards am 9. September 1992)

Kurt Donald Cobain (* 20. Februar 1967 in Aberdeen, Washington; † (vermutlich) 5. April 1994 in Seattle, Washington) war ein US-amerikanischer Rockmusiker. Er wurde als Sänger und Gitarrist der Band Nirvana berühmt, für die er fast alle Lieder schrieb.

## Leben

### 1967–1986: Kindheit und Jugend
Als Sohn von Donald Leland Cobain (* 1946) und dessen Frau Wendy Elizabeth Fradenburg (* 1948) und Bruder von Kimberly Dawn Cobain (* 24. April 1970) verbrachte Kurt Cobain seine Kindheit in Aberdeen, 140 Kilometer südwestlich von Seattle. Als Cobain neun Jahre alt war, ließen sich seine Eltern scheiden. Als Kind war er hyperaktiv und nahm Medikamente, unter anderem Ritalin. 
Bald darauf zog er zu seinem Vater, da er mit dem neuen Lebensgefährten seiner Mutter nicht auskam. Als später auch sein Vater Donald eine neue Partnerin mit zwei Kindern heiratete, verschlechterte sich das Verhältnis zu ihm.
Mit dem Tod erstmals konfrontiert wurde Cobain im Jugendalter, als zwei seiner Großonkel Suizid begingen.
Zum 14. Geburtstag bekam Cobain von seinem Onkel Chuck seine erste Gitarre geschenkt. Mit 15 Jahren lernte er 1982 Krist Novoselić kennen, mit dem er jedoch erst einige Zeit später zusammen Musik machte. In den folgenden Jahren freundete sich Cobain auch mit Buzz Osborne (Sänger/Gitarrist) und Dale Crover (Schlagzeuger), beide von der Band The Melvins, an. Er und Crover spielten auch zusammen bei Fecal Matter, Cobains erstem Musikprojekt. Auch wenn Cobains späterer Musikstil nur noch wenig mit dem der Melvins zu tun hatte, beeinflusste ihn Osborne, der Cobain an Indie- und Punkrock heranführte, entscheidend.
Nach mehreren heftigen Streitereien mit beiden Elternhäusern wechselte Cobain in dieser Zeit und den folgenden Jahren mehrmals den Wohnsitz und wohnte zwischenzeitlich bei seinen Großeltern, einem seiner Onkel, bei den Eltern seines Freundes Jesse Reed – insgesamt bei zehn verschiedenen Familien in vier Jahren.
Mit 18 Jahren brach Cobain die Schule ab und zog nach Olympia, Washington. Dort lebte er zusammen mit seiner Freundin Tracy Marander. Als Cobain keine Arbeit fand, geriet die Beziehung in eine Krise. Zu diesem Zeitpunkt schrieb er den Song „About a Girl“, der sich auf Tracy bezog. In der Zeile „I can’t see you every night. Free.“ spielt er darauf an, dass er öfter ausziehen und in seinem Auto übernachten musste, weil sie mit seiner Antriebslosigkeit nicht zurechtkam. Dennoch gab er ihr gegenüber niemals zu, dass der Song von ihr handelte.

### 1987–1994: Erfolg mit Nirvana
Ab 1986 trat Cobain mit Novoselić in verschiedenen Bands auf, aus denen 1987 schließlich Nirvana entstand. Mit Nirvana veröffentlichte er drei Studioalben und ein Kompilationsalbum sowie zahlreiche Singles und EPs. Als Solokünstler war er zudem an Veröffentlichungen befreundeter oder nahestehender Bands und Künstler beteiligt.
Auf einer Nirvana-Tour lernte Cobain am 11. April 1989, im Satyricon Club in Portland, Courtney Love kennen, die Sängerin der Band Hole. Love und Cobain heirateten am 24. Februar 1992 in Waikīkī auf Hawaii.
Cobain litt unter starken chronischen Magenschmerzen. Ärzte konnten die Ursache dafür nicht diagnostizieren, was eine gezielte Behandlung unmöglich machte. Er selbst bezeichnete seine Krankheit daher als „Cobain’s Disease“.
Während der ersten Tournee verstärkten sich Cobains Magenprobleme. Der kurzzeitige Verzicht auf Alkohol und Zigaretten führte dabei zu keiner Verbesserung. Durch die ersten Erfahrungen mit Drogen entdeckte er diese als Mittel zur Schmerzlinderung. Ab 1990 spritzte sich Cobain immer öfter die Droge Heroin. 
Kurz nach der Veröffentlichung des Albums Nevermind im September 1991, begann Cobain seinen Drogenkonsum zu steigern. Trotz insgesamt sechs Therapieversuchen gelang es Cobain nie, von der Droge wieder loszukommen. Später wurde zusätzlich eine bipolare Störung diagnostiziert.
Am 18. August 1992 wurde Frances Bean, die Tochter von Love und Cobain, geboren. Sie wurde nach Frances McKee benannt, der Sängerin der von Cobain verehrten Band The Vaselines. Einige Lieder der Vaselines sind von Nirvana gecovert worden, zum Beispiel Jesus Doesn’t Want Me for a Sunbeam, Son of a Gun und Molly’s Lips.

### 1994: Tod
Anfang März 1994 wurde die In-Utero-Tour aufgrund von Cobains Drogen- und Magenproblemen unterbrochen. Cobain und Ehefrau Courtney Love flogen am 2. März nach Rom. Dort wurde Cobain zwei Tage später – im Koma liegend – in ein Krankenhaus eingeliefert. Die Mediziner konstatierten einen Suizidversuch durch Einnahme von Beruhigungsmitteln. Kurze Zeit später widersprach Kurt Cobain allerdings dieser Aussage und teilte der Öffentlichkeit mit, dass dies lediglich ein Versehen gewesen sei, weil er Schmerzmittel genommen und danach zu viel Alkohol getrunken habe. Auf Drängen seines näheren Umfeldes unterzog sich Cobain einem Drogenentzug im Exodus Recovery Center in Marina del Rey. Am 1. April floh Cobain jedoch von dort und tauchte unter. 
Vermutlich vier Tage später, am 5. April, starb Cobain in seinem Haus in Seattle durch Suizid. Er hinterließ einen Abschiedsbrief, der mit einem Zitat des Neil-Young-Songs My My, Hey Hey (Out of the Blue) endete:

“It’s better to burn out than to fade away.”

„Es ist besser auszubrennen, als zu verblassen.“

Cobains Frau Courtney Love gab am 3. April eine Vermisstenanzeige auf. Sein Leichnam wurde wenige Tage nach seinem Tod von einem am Haus arbeitenden Elektriker in einem Raum über seiner Garage aufgefunden. Wie einige andere bekannte Musiker starb Cobain im Alter von 27 Jahren und wird deshalb zum sogenannten Klub 27 gezählt.

#### Grabstätte
Kurt Cobain wurde eingeäschert. Einen kleinen Teil der Asche verstreute Courtney Love an unterschiedlichen Orten. Sie begrub einen Teil an einem Baum auf ihrem letzten gemeinsamen Grundstück und verstreute die Asche im Wishkah River und in einem buddhistischen Tempel in New York. In einem Interview mit dem Musiksender MTV behauptete Courtney Love allerdings, der größte Teil befinde sich in einem Bankschließfach. Auch zehn Jahre nach Cobains Tod verweigerten ihm die Behörden von Seattle noch immer eine offizielle Grabstätte mit der Begründung, man wolle keinen Ansturm von Verehrern, wie am Grab des Doors-Sängers Jim Morrison in Paris. In seinem Geburtsort Aberdeen im US-Bundesstaat Washington wurde der Kurt Cobain Memorial Park als Gedenkstätte eingerichtet.
Im Juni 2008 wurde bekannt, dass Cobains Asche im Mai 2008 aus dem Haus seiner Witwe Courtney Love gestohlen worden war. Sie hatte die Asche jahrelang in einer Tasche in ihrem Kleiderschrank aufbewahrt.

Kurt Cobain Memorial Park / Aberdeen WA

#### Nachlass
Cobains Vermögen ist auf weit über 100 Millionen Dollar geschätzt worden. Alle Rechte am Nachlass des Künstlers werden von der Witwe Courtney Love und der Tochter Frances Bean wahrgenommen. 1997 einigte sich Love mit den Bandmitgliedern Grohl und Novoselić auf eine partnerschaftliche gemeinsame Verwaltung des künstlerischen Erbes, das einen Großteil des gesamten Nirvana-Repertoires ausmacht.
Ende 2005 verkaufte Courtney Love ein Viertel der ihr vermachten Rechte für 70 Millionen Pfund Sterling (rund 122 Millionen Euro) an die als Fernsehmoderatorin bekannt gewordene Unternehmerin Martha Stewart. Auf einer vom Magazin Forbes im Jahr 2006 veröffentlichten Liste war Cobain auf Platz eins der „am besten verdienenden Toten“ gelistet.

## Werk
Für eine vollständige Übersicht siehe Nirvana/Diskografie.

### Veröffentlichungen zu Lebzeiten
Mit Nirvana veröffentlichte Cobain die drei Studioalben Bleach (1989), Nevermind (1991) und In Utero (1993), sowie das Kompilationsalbum Incesticide (1992). Zudem wurden zwei EPs (Blew 1989 und Hormoaning 1992) und 13 Singles veröffentlicht. Die wohl bekanntesten Singles sind Smells Like Teen Spirit (1991), Come As You Are (1992) und Heart-Shaped Box (1993).
Als Solokünstler veröffentlichte Cobain eine Platte zusammen mit dem Schriftsteller William S. Burroughs, zu dessen vorgetragener Geschichte „The ‚Priest‘ They Called Him“ Cobain Gitarre spielte. Darüber hinaus gab es zahlreiche gemeinsame Stücke mit Courtney Love (u. a. 1993 Live Through This).
Als Maler und Zeichner hinterließ Cobain viele selbst angefertigte Comics, Gemälde und Zeichnungen sowie plastische Arbeiten, von denen eine auf der Rückseite des Albums In Utero zu sehen ist. Diese zeigt eine von Cobain in Rosa eingefärbte 3-D-Collage. Hier liegen Föten und ausgewachsene Babys in einem Brei aus Blumen, Knochen und Innereien gehäuft. Um das Bild herum sind verschiedene Symbole aufgereiht, welche im Zusammenhang mit griechischer Mythologie stehen.

### Fender Jagstang

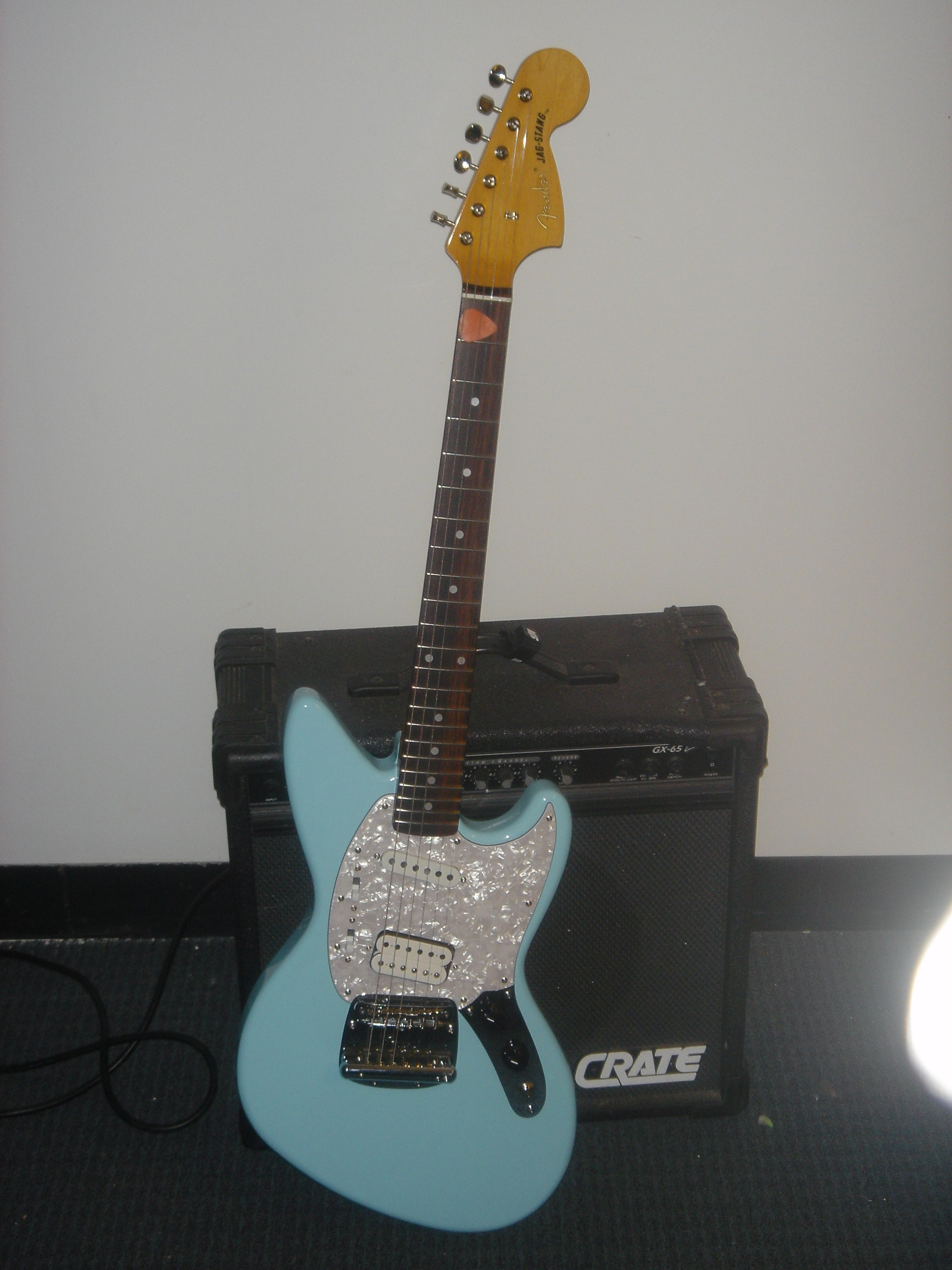
Fender Jagstang

Cobain gestaltete gemeinsam mit der Gitarrenfirma Fender Ende 1993 seine eigene Signature-Gitarre: die Fender Jagstang. Diese ist ein Hybrid aus den beiden Fender-Modellen Mustang und Jaguar. Cobain spielte die Gitarre allerdings nicht häufig.

### Posthum publiziertes Material
Das Live-Album MTV Unplugged in New York, auf dem ein akustisches Nirvana-Konzert aus dem Jahr 1993 zu hören ist, wurde im Oktober 1994 veröffentlicht. Zudem wurde die Single About a Girl (Unplugged) (in der ursprünglichen Studioversion 1989 auf Bleach veröffentlicht), ausgekoppelt, sowie Videoclips von dem Konzert zu Werbezwecken herausgebracht.
From the Muddy Banks of the Wishkah (englisch Von den schlammigen Ufern des Wishkah) ist das zweite Live-Album, welches 1996 erschien. Es wurde von dem Nirvana-Bassisten Krist Novoselić in Erinnerung an Cobain zusammengestellt. In Aberdeen, wo der Wishkah River auf die Sandbänke des Pazifischen Ozeans trifft, war die Band 1987 entstanden. 
2002 wurde das Best-of-Album Nirvana veröffentlicht, auf der viele Lieder digital neu gemastert wurden. Außerdem enthielt diese Platte ein neues Lied („You Know You’re Right“). Dieses war ein Vorgeschmack auf die bisher umfangreichste Zusammenstellung des Nachlasses des Musikers: With the Lights Out erschien am 19. November 2004 in den USA sowie am 22. November in Deutschland als Box-Set, bestehend aus drei CDs mit vorwiegend unveröffentlichten Demo-Aufnahmen und Rohaufnahmen der Hits der Band und einer DVD mit größtenteils unveröffentlichtem Material.
Courtney Love veröffentlichte unter anderem auch die Journals – Kurt Cobains Tagebücher (2002). Diese enthalten abfotografierte Auszüge aus seinen Notizen, Entwürfen und Tagebüchern.

„Lies nicht in meinem Tagebuch, wenn ich weg bin. OK, ich geh jetzt zur Arbeit. Wenn du heut morgen aufwachst, lies bitte mein Tagebuch. Durchwühl meine Sachen und mach Dir ein Bild von mir.“

Gus Van Sant verfilmte die letzten Tage Kurt Cobains in dem Werk Last Days, das bei den Internationalen Filmfestspielen von Cannes 2005 Premiere feierte. Jedoch überlässt Van Sant dem Zuschauer großen Interpretationsspielraum. So ist Blake, der von Michael Pitt gespielt wird, Kurt Cobain nur nachempfunden. Asia Argento spielt die Freundin des Musikers. Drogenkonsum, der eigentliche Tod sowie Nirvana-Lieder sind in dem Film weder zu sehen noch zu hören.
Nick Broomfield veröffentlichte 1997 den Dokumentarfilm Kurt and Courtney, der den Tod aus der Sicht eines vermeintlichen Auftragsmordes zu beleuchten versucht.
Im Jahr 2004 erschien zum zehnten Todestag Cobains die Comic-Biografie Godspeed der Künstler Barnaby Legg, Jim McCarthy und Flameboy. Dieses Buch stellt Cobain als tragischen Helden dar.
Anfang November 2005 erschien die CD „Sliver“ mit dem Untertitel „The Best of the Box“. Darauf sind einige ausgewählte Lieder der „With the Lights Out“-Box sowie drei bis dahin unveröffentlichte Demo-Versionen von bekannten Titeln (Spank Thru, Sappy, Come As You Are) enthalten. Die Version von Spank Thru stammt vom „Fecal-Matter-Tape“, das die erste Aufnahme von Kurt Cobains Liedern darstellt, aufgenommen im Dezember 1985 bei Cobains Tante Mari Earl.
Im Jahr 2015 erschien der Dokumentarfilm „Cobain: Montage of Heck“ (Regie: Brett Morgen).
Der Rolling Stone wählte Cobain auf Rang 45 der 100 größten Sänger sowie auf Rang 73 der 100 größten Gitarristen und auf Rang 54 der 100 größten Songwriter aller Zeiten.

## Rezeption

### Hörspiel
- Agnieszka Lessmann: Cobains Asche. In: Deutschlandfunk. Biografisches Hörspiel zum 20. Todestag Kurt Cobains, 1. April 2014.

## Film
- Kurt & Courtney, Dokumentarfilm, 1998, Regie: Nick Broomfield
- Last Days, Spielfilm, 2005, Regie: Gus Van Sant
- Kurt Cobain: About a Son, Dokumentarfilm, 2007, Regie: A. J. Schnack
- Cobain – Montage of Heck, Dokumentarfilm, 2015, Regie: Brett Morgen
- Kurt Cobain – Tod einer Ikone (Originaltitel: Soaked in Bleach), Dokumentarfilm, 2015, Regie: Benjamin Statler